# Zahlenmauer
Eine Zahlenmauer (auch Zahlendreieck, Zahlenpyramide oder Zahlenturm) ist ein didaktisches Mittel zum Erlernen der Grundlagen der Addition. Eine gewöhnliche Zahlenmauer ist pyramidenförmig und jede Zelle ist gleich der Summe der beiden darunter liegenden. Häufige Abwandlungen sind die Multiplikationsmauer und die Subtraktionsmauer.

Eine gewöhnliche Zahlenmauer mit 4 Basiszellen

## Grundlegendes Prinzip
|                   |                     | {\displaystyle a+2b+c} |                     |                     |                   |
|                   | {\displaystyle a+b} | {\displaystyle a+b}    | {\displaystyle b+c} | {\displaystyle b+c} |                   |
| {\displaystyle a} | {\displaystyle a}   | {\displaystyle b}      | {\displaystyle b}   | {\displaystyle c}   | {\displaystyle c} |

Die gewöhnliche Zahlenmauer ist so aufgebaut, dass jede Zelle die Summe der beiden darunterliegenden ist. Eine Zahlenmauer kann theoretisch beliebig groß werden.
Entsprechend steht bei einer Mauer von vier Reihen mit {\displaystyle a,b,c,d} in der Grundreihe (in dieser Reihenfolge) an der Spitze:
{\displaystyle a+3b+3c+d}
und bei sechs Reihen mit {\displaystyle a,b,c,d,e,f} in der Grundreihe an der Spitze:
{\displaystyle a+5b+10c+10d+5e+f}
Allgemein kann man eine Formel für den Wert in der Spitze abhängig von den Werten in der Grundreihe mit Binomialkoeffizienten als Faktoren ableiten.

## Zahlenmauern in der Mathematikdidaktik
Die Zahlenmauer ist eine operative Übungsform, mit der differenzierte Schwierigkeitsgrade realisierbar sind. Sie wird häufig in der 1. bis 4. Klasse eingesetzt. Je nachdem wie die Werte in die Zellen eingetragen sind, muss die Person, die die Zahlenmauer löst, verschiedene Operationen anwenden. Wenn die Basisreihe komplett gefüllt ist, wird nur die Addition angewendet, verteilen sich die Werte, so werden auch Kenntnisse der Subtraktion benötigt. Diese grundlegenden mathematischen Fähigkeiten und Kompetenzen werden so geübt.